# Тріо Жака Лусьє
Тріо Жака Лусьє (фр. Jacques Loussier Trio, також Грати Баха англ. Play Bach або Тріо Грати Баха англ. Trio Play Bach) — французьке джазове фортепіанне тріо, створене у 1959 році Жаком Лусьє (1934—2019), яке стало відомим своїми джазовими інтерпретаціями творів класичної музики німецького композитора Йоганна Себастьяна Баха у формі свінгу. У 1990-х роках група доповнила свій репертуар творами Антоніо Вівальді та французькою музикою початку ХХ століття, зокрема композицією Еріка Саті «Три гімнопедії», та «Болеро» Моріса Равеля, а в 2000 році — творами Клода Дебюссі.

## Історія
Джазовий музикант Жак Лусьє отримав класичну музичну освіту. Він навчався в Паризької консерваторії в класі французького піаніста, композитора та педагога Іва Ната (1890—1956), відомого, як виконавця великої німецької класики, зокрема, Шуберта, Шумана та Брамса.
Саме в консерваторії він познайомився з флейтистом Жаном-П'єром Есташем, який одного разу попросив Лусьє замінити його в кафе міста Кан, де він грав щовечора на фортепіано. З цього розпочалася кар'єра Лусьє як «джазового музиканта».
Французьке джазове фортепіанне тріо Жака Лусьє було створене в 1959 році піаністом Жаком Лусьє (1934—2019), разом з контрабасистом П'єром Мішельо (1928—2005) та ударником Крістіаном Гарросом (1920—1988) з метою наблизити музику Йоганна Себастьяна Баха до джазу. Перші музичні альбоми тріо мали назву «Грати Баха» (Play Bach), тому джазову групу також називають «Тріо Грати Баха».
У 1985 році Лусьє створив нове тріо з ударником Андре Арпіно та контрабасистом Вінсентом Шарбоньє. З 1997 року на контрабасі грав Бенуа Дюнуа де Сегонзак (1962 року народження).

## Вибіркова дискографія
- 1959 : Play Bach no. 1
- 1960 : Play Bach no. 2
- 1961 : Play Bach no. 3
- 1963 : Play Bach no. 4
- 1965 : Play Bach no. 5 (réédité en 2003)
- 1997 : The Four Seasons (Vivaldi)
- 1998 : Satie: Gymnopédie - Gnossiennes
- 1999 : Bach's Goldberg Variations
- 1999 : Ravel's Bolero
- 1999 : The Bach Book - 40th Anniversary Album
- 2000 : Take Bach
- 2001 : Baroque Favorites
- 2002 : Handel: Water Music and Royal Fireworks